# 장정석
장정석(張政錫, 1973년 5월 14일 ~ )은 전 KBO 리그 KIA 타이거즈의 외야수이다. 그의 장남은 KBO 리그 키움 히어로즈의 외야수인 장재영이다.

## 선수 시절

### 현대 유니콘스시절
1996년 현대 유니콘스의 2차 3순위 지명을 받아 입단하였다. 주로 백업 외야수와 대타로 나섰다.

### KIA 타이거즈시절
2002년 시즌 중 최익성을 상대로 트레이드됐으며, 2004년에 은퇴했다.
1군 통산 580경기에 출전해 2할대 타율, 176안타, 7홈런, 75타점으로 주목받을 만한 성적을 남기지 못했다.

## 야구선수 은퇴 후

### 스카우트 & 사외이사 시절
2004년 시즌을 마치고 은퇴한 그는 곧바로 코치진에 합류하지 않고 현대 유니콘스와 히어로즈에서 프런트로 재직했으며, 염경엽처럼 오랫동안 구단의 프런트로 일해 왔다. 히어로즈의 프런트로 재직 중에는 중간에 미국으로 프런트 연수를 갔다 왔다. 다만 히어로즈의 감독으로 있었을 때 히어로즈 야구단의 사외이사를 겸직해 왔던 사실이 드러나 잠시 논란이 일었고, 이 사실이 밝혀지자 곧바로 사외이사직에서 물러났다.

### 넥센 히어로즈 & 키움 히어로즈감독 시절
은퇴 후 지도자 경력 없이 프런트로만 활동해 왔던 그는 2016년 준 플레이오프 4차전 종료 후 사퇴한 염경엽의 후임 감독으로 발탁돼 2017년부터 감독으로 활동했다.
2017년 3월 31일 LG와 감독 데뷔 첫 경기를 치렀지만 아쉽게 패했고, 이 경기를 시작으로 4월 6일까지 창단 첫 5연패라는 불명예 기록을 남겼다. 이로 인해 '바지 감독'이라는 비난을 들었다. 2017년 4월 7일 두산전에서 서건창이 구단 최초이자 데뷔 첫 사이클링 히트에 힘입어 감독 데뷔 첫 승을 기록했다. 2017년 4월 30일 한화전에서 앤디 밴 헤켄의 부상 때문에 대체 선발로 나선 양훈이 5이닝 1실점으로 승리 투수가 되며 최원태(4월 27일)-신재영(4월 28일)-조상우(4월 29일)에 이어 창단 이후 두 번째 4경기 연속 국내 투수 선발승이라는 뜻깊은 기록을 달성했다. 2018년에 포스트 시즌에 진출하게 되자 '바지 감독'이라는 비난은 줄어들었다. 2019년에도 포스트시즌에 진출해서 준 플레이오프, 플레이오프에서 좋은 모습을 보였으나, 2019년 한국시리즈에서 준우승을 차지했다. 박영길 이래 외야수 출신 감독으로는 보기 드물게 좋은 성적을 올렸다.
하지만 2019년 한국시리즈가 끝나고 계약이 만료된 그는 석연치 않은 이유로 재계약이 불발돼 2019년 11월 4일에 감독직에서 물러났다. 그의 후임으로는 손혁 SK 투수코치가 선임됐다.

## 해설자 시절
2020년부터 2021년까지 KBS N 스포츠의 야구 해설위원으로 활동했다.

### KIA 타이거즈단장 시절
2021년 시즌 후 단장에서 사퇴한 조계현의 후임으로 KIA 타이거즈의 단장으로 선임됐다. KIA 타이거즈에는 2004년 이후 18년 만의 복귀다.

## 논란
- KIA 타이거즈 단장 재임 당시 KIA 타이거즈 소속이었고, 2022년 시즌 후 FA 자격을 취득한 포수 박동원에게 뒷돈을 요구한 사실이 밝혀졌다. 박동원이 LG 트윈스로 이적한 후 KIA와의 FA 협상 당시 벌어진 일을 폭로하면서 결국 단장직에서 해임됐고, 후임 단장으로는 심재학이 선임됐다.

## 등번호

### 선수 시절
- '46' - 현대 유니콘스 (1996년 ~ 2002년)
- '33' - KIA 타이거즈 (2002년)
- '8' - KIA 타이거즈 (2002년 ~ 2004년)

### 감독 시절
- '40' - 키움 히어로즈 (2017년 ~ 2019년)

## 출신 학교
- 서울영일초등학교
- 우신중학교
- 덕수정보산업고등학교
- 중앙대학교 경영학과 92학번

## 통산 기록
| 연도 | 팀명  | 타율  | 경기 | 타수 | 득점 | 안타 | 2루타 | 3루타 | 홈런 | 루타 | 타점 | 도루 | 도실 | 볼넷 | 사구 | 삼진 | 병살 | 실책 |
| ---- | ----- | ----- | ---- | ---- | ---- | ---- | ----- | ----- | ---- | ---- | ---- | ---- | ---- | ---- | ---- | ---- | ---- | ---- |
| 1996 | 현대  | 0.196 | 105  | 163  | 18   | 32   | 3     | 1     | 3    | 46   | 19   | 1    | 3    | 20   | 2    | 39   | 2    | 0    |
| 1997 | 현대  | 0.214 | 80   | 103  | 11   | 22   | 4     | 0     | 0    | 26   | 7    | 3    | 2    | 6    | 1    | 23   | 1    | 1    |
| 1998 | 현대  | 0.228 | 99   | 228  | 28   | 52   | 10    | 1     | 1    | 67   | 23   | 4    | 2    | 12   | 1    | 46   | 1    | 1    |
| 1999 | 현대  | 0.203 | 50   | 59   | 13   | 12   | 0     | 0     | 1    | 15   | 5    | 1    | 0    | 10   | 1    | 18   | 0    | 0    |
| 2000 | 현대  | 0.206 | 39   | 34   | 5    | 7    | 3     | 0     | 1    | 13   | 5    | 2    | 1    | 2    | 2    | 8    | 1    | 1    |
| 2001 | 현대  | 0.303 | 46   | 33   | 5    | 10   | 4     | 0     | 0    | 14   | 3    | 0    | 0    | 2    | 0    | 9    | 0    | 0    |
| 2002 | KIA   | 0.225 | 75   | 102  | 11   | 23   | 5     | 0     | 1    | 31   | 7    | 5    | 2    | 8    | 1    | 17   | 1    | 0    |
| 2003 | KIA   | 0.188 | 86   | 96   | 14   | 18   | 3     | 0     | 0    | 21   | 6    | 3    | 1    | 10   | 1    | 21   | 0    | 1    |
| 통산 | 8시즌 | 0.215 | 580  | 818  | 105  | 176  | 32    | 2     | 7    | 233  | 75   | 19   | 11   | 70   | 9    | 181  | 6    | 4    |